# Renato Rascel
Renato Rascel, pseudonimo di Renato Ranucci (Torino, 27 aprile 1912 – Roma, 2 gennaio 1991), è stato un attore, comico, cantautore, ballerino, presentatore e giornalista italiano.

## Biografia

### Infanzia e adolescenza dafiglio d'arte
Nasce a Torino il 27 aprile 1912 durante una tappa della tournée della compagnia d'arte in cui lavoravano suo padre Cesare Ranucci, cantante di operetta, e sua madre Paola Massa, ballerina classica. Riceve il battesimo nella basilica di San Pietro in Vaticano secondo il desiderio del padre, romano da ben sette generazioni, e alla città eterna la sua vita resterà sempre legata.
Affidato dai genitori a una zia a causa del loro lavoro che li costringeva a continui spostamenti, Renato cresce a Roma, nell'antico rione di Borgo, insieme alla sorella Giuseppina (scomparsa a soli diciassette anni). Frequenta la Scuola Pontificia Pio IX, gestita dai Fratelli di Nostra Signora della Misericordia, i quali, oltre a impartire l'insegnamento scolastico, organizzavano corsi di canto, musica e recitazione. Già durante la partecipazione a queste attività Renato mostra i segni del suo precoce talento, al punto di essere ammesso a far parte, all'età di dieci anni, del Coro delle Voci Bianche della Cappella Sistina, allora diretto dal Maestro don Lorenzo Perosi. Sempre in questo periodo si esibisce per la prima volta in pubblico, come batterista di un complesso jazz di dilettanti scritturato dal Circolo della Stampa.
Poco tempo dopo esordisce in teatro a fianco del padre, divenuto direttore della filodrammatica "Fortitudo", nel dramma popolare Più che monelli, dove interpreta la parte di un ragazzino che muore a causa di un sasso tiratogli da un compagno di giochi.
Consapevole del fatto che la carriera artistica non è tra le più facili e remunerative, il padre cerca di avviare Renato a lavori più sicuri e redditizi. Per qualche tempo il ragazzo lavora come apprendista calderaio, muratore e garzone di barbiere, ma il richiamo dell'arte è troppo forte per lui. Renato ha solo tredici anni quando viene scritturato in pianta stabile come musicista dal proprietario del locale "La Bomboniera"; in seguito suonerà alla "Sala Bruscolotti", noto ritrovo della Capitale. A quindici anni entra a far parte del complesso musicale "Arcobaleno". L'impresario teatrale napoletano Luigi Vitolo, notata la sua esuberanza, lo spinge a improvvisare negli intervalli dell'orchestra numeri di danza e di arte varia, che riscuotono ilarità e successo dal pubblico.
Sempre nello stesso periodo Renato gioca a calcio come ala destra nelle squadre giovanili della Fortitudo. Con la fusione nel 1927 di Fortitudo, Alba e Roman nell'Associazione Sportiva Roma, diventa un appassionato tifoso del sodalizio giallorosso: a lui si deve l'iconica frase "La Roma non si discute, si ama", pronunciata il 17 giugno 1951 in occasione della retrocessione dei capitolini in Serie B; fu anche uno dei contributori alla "Colletta del Sistina", una raccolta fondi tenutasi nella stagione 1964-1965 in favore della Roma, all'epoca gravata dai debiti.

### L'avanspettacolo
All'inizio degli anni trenta, e dopo un lungo tirocinio in compagnie di avanspettacolo, Renato Ranucci decide di scegliersi un nome d'arte e sceglie casualmente quello di "Rachel" (dal nome di una cipria francese molto famosa in quel tempo); tuttavia, poiché, come ammetterà più tardi in alcune interviste, sono in molti a sbagliarne la pronuncia, decide di sostituire la "ch" con "sc", onde evitare errori. Successivamente gli viene addirittura imposto il nome italianizzato di "Rascele", in ottemperanza alle direttive emanate da Achille Starace per conto del regime fascista, malgrado le resistenze del giovane, ma arguto, Renato, che pare abbia risposto: «Cambiate prima Manin in "Manino", e poi ne riparliamo».
Nel 1932 Rascel viene scritturato dalla compagnia teatrale dei fratelli Schwartz per recitare la parte di Sigismondo nell'operetta Al cavallino bianco, con la quale esordisce al Teatro Lirico di Milano il 24 febbraio 1933, venendo notato dal critico teatrale Renato Simoni, che in un suo articolo loda le sue qualità acrobatiche. È in questo periodo che matura la decisione di creare un suo personaggio originale e libero dai manierismi recitativi dell'epoca, un omino dall'aria candida che declama monologhi assurdi, ricchi di spericolate invenzioni linguistiche (talvolta a doppio senso). L'aspetto fisico gracile e minuto, accentuato da una palandrana troppo grande con un taschino sulla schiena, insieme alle sgangherate battute comiche talvolta inventate sul momento dalla sua fervida fantasia, ne fanno un personaggio decisamente anticonformista. Gli esordi non sono incoraggianti, ma, durante una fatidica serata al cinema-teatro Medica di Bologna, il pubblico, composto in grande maggioranza da studenti, dopo attimi di muto sbalordimento esplode in applausi e addirittura lo porta in trionfo. Rascel capisce allora che saranno le generazioni più giovani ad apprezzare la sua "nuova" comicità e a trovare nelle sue battute senza senso l'antidoto al clima oppressivo dell'epoca. Nasce così la comicità di Rascel, nuova e diversa rispetto a quanto offre il panorama artistico dell'epoca, che si basa principalmente sui doppi sensi sessuali più o meno velati. Al contrario Rascel inaugura un umorismo più ingenuo e disarmante, a volte anche infantile e surreale, che si caratterizza per l'imprevedibilità e la repentinità delle trovate, spesso improvvisate, che spiazzano il pubblico anche per la fisicità con cui l'attore tiene il palcoscenico, con "prestazioni" che non di rado evidenziano non comuni doti atletiche.
Nel 1939, durante una pausa in camerino, scrive di getto le prime strofe di quella che suona come un'altra delle sue surreali filastrocche: "È arrivata la bufera / è arrivato il temporale / chi sta bene e chi sta male / e chi sta come gli par", che il pubblico accoglie con una risata generale e liberatoria, quasi a voler sdrammatizzare l'addensarsi sull'Europa di un nuovo conflitto bellico a cui le parole della canzone sembrano fare riferimento neanche troppo velatamente.
E in verità con la censura Rascel avrà non poche grane, ripetutamente braccato da burocrati che si ostinano a vedere nei testi dei suoi bizzarri componimenti, che portano titoli come Mi chiamo Viscardo, La canzone del baffo, Torna a casa che mamma ha buttato la pasta e La canzone della zanzara tubercolotica, reconditi significati ostili al regime. Di questi "incerti del mestiere" Rascel si prenderà una successiva rivincita con una scenetta del film Gran varietà del 1953, in cui interpreterà sé stesso e il personaggio del censore in epoca fascista e post-fascista.
Prende quindi parte alle riviste di Nelli e Mangini Tutto è possibile (1941-42), e Allegretto ma non troppo (1943-44).

### L'esordio sul grande schermo
Il personaggio di Renato Rascel, oltre al successo nel teatro di rivista, aveva attirato l'attenzione di scrittori come Cesare Zavattini e Vittorio Metz, che scrive per lui il soggetto e la sceneggiatura del suo primo film. Nel 1942 hanno quindi inizio le riprese del film, che doveva intitolarsi Un manoscritto in bottiglia, ma durante la lavorazione Rascel conosce l'attrice Tina De Mola, della quale si innamora, e scrive per lei la canzone Pazzo d'amore, che diventerà la colonna sonora e il titolo del film, diretto da Giacomo Gentilomo. Il 19 luglio 1943 Rascel e Tina De Mola si sposano, ma pochi mesi dopo, in seguito alla caduta del fascismo e all'occupazione di Roma da parte dei nazisti, Rascel e la moglie, invisi alle autorità occupanti, sono costretti a nascondersi, trovando rifugio in Vaticano. In seguito Rascel manifesterà la propria gratitudine per il suo salvataggio collaborando con la sezione propaganda e stampa della DC e partecipando al film di propaganda Ho scelto l'amore.

### La rivista e il cinema
Dopo la fine della guerra, Rascel torna al teatro di rivista con la nuova macchietta del "piccolo corazziere", altro personaggio incentrato sul contrasto tra la sua bassa statura e l'elmo e lo sciabolone d'ordinanza. Prende parte alle riviste Viva fra' Diavolo di Dino Falconi (1945-46), Cominciò con Caino e Abele di Michele Galdieri (1946-47), Soffia so' ai Bagno di mare di Mattoli, Garinei e Giovannini (1947), Il cielo è tornato sereno di Polacci (1947-48), Aria di Roma di Amendola e Mac (1948), Ma non è successo niente di Polacci (1948-49), Sogno di una notte di questa estate di Garinei e Giovannini (1949-50), Perepè perepè di Veltroni, Ferretti, Leoni, Fiorentini (1950-51), E invece... pure di Veltroni, Ferretti, Leoni, Fiorentini (1951-52).

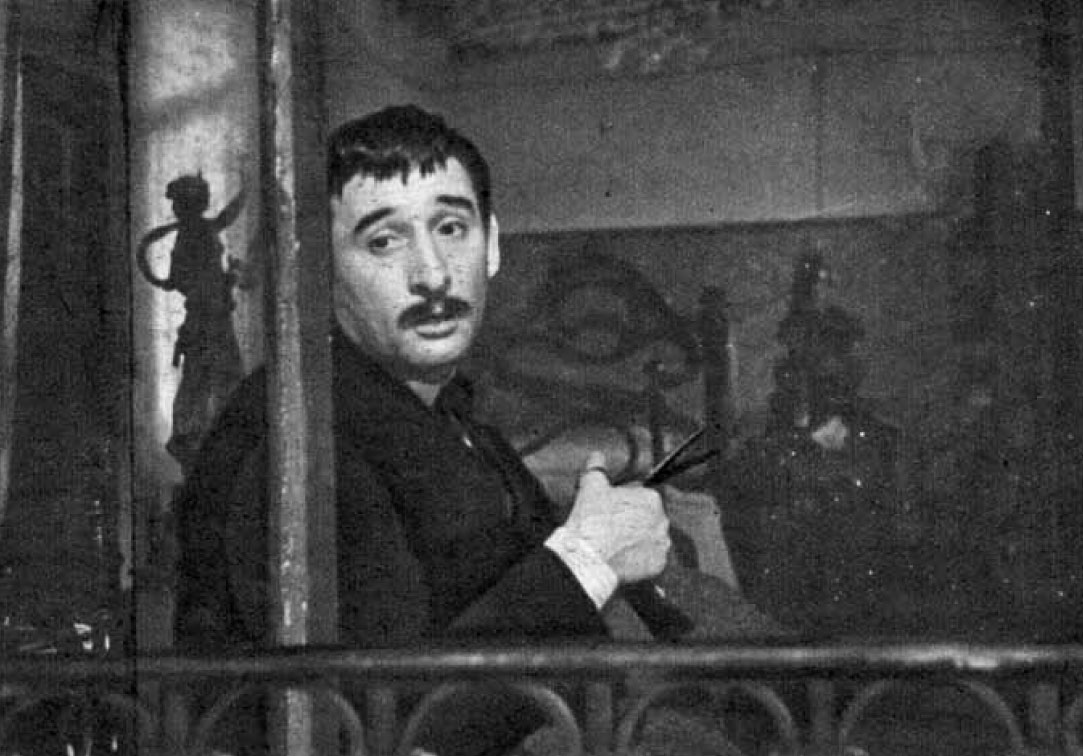
Rascel ne Il cappotto, film diretto da Alberto Lattuada, per la cui interpretazione sfiorò la premiazione a Cannes, vincendo poi il Nastro d'argento nel novembre 1952

Il 1952 è per lui l'anno della svolta, poiché interpreta per la regia di Alberto Lattuada il film Il cappotto, tratto dal racconto di Nikolaj Gogol'. In questa pellicola, per la prima volta, Rascel interpreta un ruolo drammatico, dimostrando di essere un attore completo. La sua interpretazione gli frutterà l'ambito riconoscimento del Nastro d'argento. Sempre nello stesso anno, il 15 dicembre esordisce al Teatro Sistina di Roma con Attanasio cavallo vanesio, che sarà la prima delle "favole musicali" scritte appositamente per lui da Garinei e Giovannini, a cui faranno seguito nel 1953 Alvaro piuttosto corsaro e nel 1954 Tobia, candida spia.
Durante gli anni cinquanta Rascel gira diversi film, interpretando spesso il personaggio dell'antieroe timido e impacciato che alla fine riesce quasi sempre a trovare la felicità e l'amore. Sono di questo periodo pellicole come Amor non ho... però... però, dove recita insieme a Gina Lollobrigida, Figaro qua, Figaro là, dove riesce quasi a rubare la scena a Totò, e altri titoli come Napoleone, dove ha come "spalla" Raimondo Vianello nelle vesti del generale Cambronne, Io sono il Capataz, insieme a Silvana Pampanini, e Il bandolero stanco, che lo vede contrapposto al corpulento Tino Buazzelli.
La perfetta dizione e le qualità interpretative di Rascel gli fruttano l'esordio come attore radiofonico nel 1952 con una riduzione radiofonica delle Avventure del Barone di Münchhausen, andata in onda il 14 aprile di quell'anno. Nel successivo settembre Rascel torna di nuovo alla radio con Una domanda di matrimonio, tratta da un testo di Anton Čechov, in cui interpreta la parte di Lomov. La garbata voce di Renato Rascel nel tempo diventerà una presenza regolare nei programmi radiofonici, sia in quelli di intrattenimento sia in quelli di prosa, contribuendo in maniera rilevante alla sua popolarità.
Nel 1953 Rascel si cimenta inoltre per la prima (e unica) volta con la regia cinematografica, dirigendo sé stesso, insieme a Valentina Cortese e a Paolo Stoppa, ne La passeggiata, un film ancora tratto da un racconto di Gogol (La prospettiva Nevskij del 1835), che non riesce a ripetere il successo del Cappotto, probabilmente a causa della trama, un po' troppo audace per l'epoca, che raccontava la storia di un timido istitutore di collegio, il quale si innamora di una prostituta, suscitando scandalo.
Arrivato a godere di una vasta popolarità, Rascel decide di lasciare la rivista musicale per dedicarsi al teatro di prosa. Crea una sua compagnia denominata, non senza autoironia, "Teatro del Piccolo", mettendo in scena lavori come Bobosse di André Roussin e Gli agnellini mangiano l'edera di Noel Langley. Questa volta però i suoi sforzi non vengono coronati dal successo e nel 1957 decide di ritornare in grande stile alla commedia musicale con Un paio d'ali, insieme all'affascinante Giovanna Ralli, con la quale esordisce al Teatro Lirico di Milano il 18 settembre di quell'anno.

### La fama internazionale

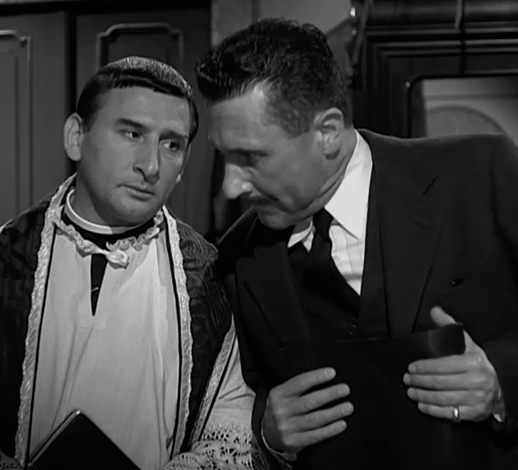
Con Paolo Stoppa in La nonna Sabella (1957)

Nel 1957 Rascel acquisisce notorietà internazionale con la sua canzone Arrivederci Roma, che spinge un produttore cinematografico di Hollywood a proporgli di girare un film al fianco del tenore Mario Lanza. Nasce così The Seven Hills of Rome, girato in esterni a Roma e in interni negli stabilimenti della Titanus, dove Rascel non sfigura al fianco del grande tenore americano e di Marisa Allasio. Il film verrà distribuito in Italia con il titolo Arrivederci Roma.
Nello stesso anno Rascel viene contattato da Tino Rossi, che gli chiede l'autorizzazione a incidere la versione francese della sua famosa canzone. Tra i due artisti si instaura un sodalizio, fondato sulla reciproca simpatia e ammirazione, che conduce Rascel ad accettare l'arduo incarico di comporre le musiche di scena dell'operetta Naples au baiser de feu, tratta da un racconto di Auguste Bailly e dal quale nel 1954 era già stato tratto un film, diretto da Richard Brooks e interpretato da Lana Turner, dal titolo La fiamma e la carne. L'operetta va in scena al Teatro Mogador di Parigi il 7 dicembre 1957 e vede comparire Rascel nell'insolita veste di maestro concertatore.
L'anno seguente Rascel ottiene l'annullamento del suo matrimonio con Tina De Mola, (si erano conosciuti nel 1942 e sposati il 19 Lug. 1943) dalla quale si era separato diversi anni prima. Il sodalizio artistico tra i due continuerà comunque per diversi altri anni.
Nel 1958 è protagonista del film Come te movi, te fulmino!, diretto da Mario Mattoli, versione cinematografica della commedia musicale Un paio d'ali. Nello stesso anno, inoltre, interpreta il film Policarpo, ufficiale di scrittura per la regia di Mario Soldati, al fianco di una giovanissima Carla Gravina. Questa interpretazione gli vale il premio David di Donatello.

### La televisione

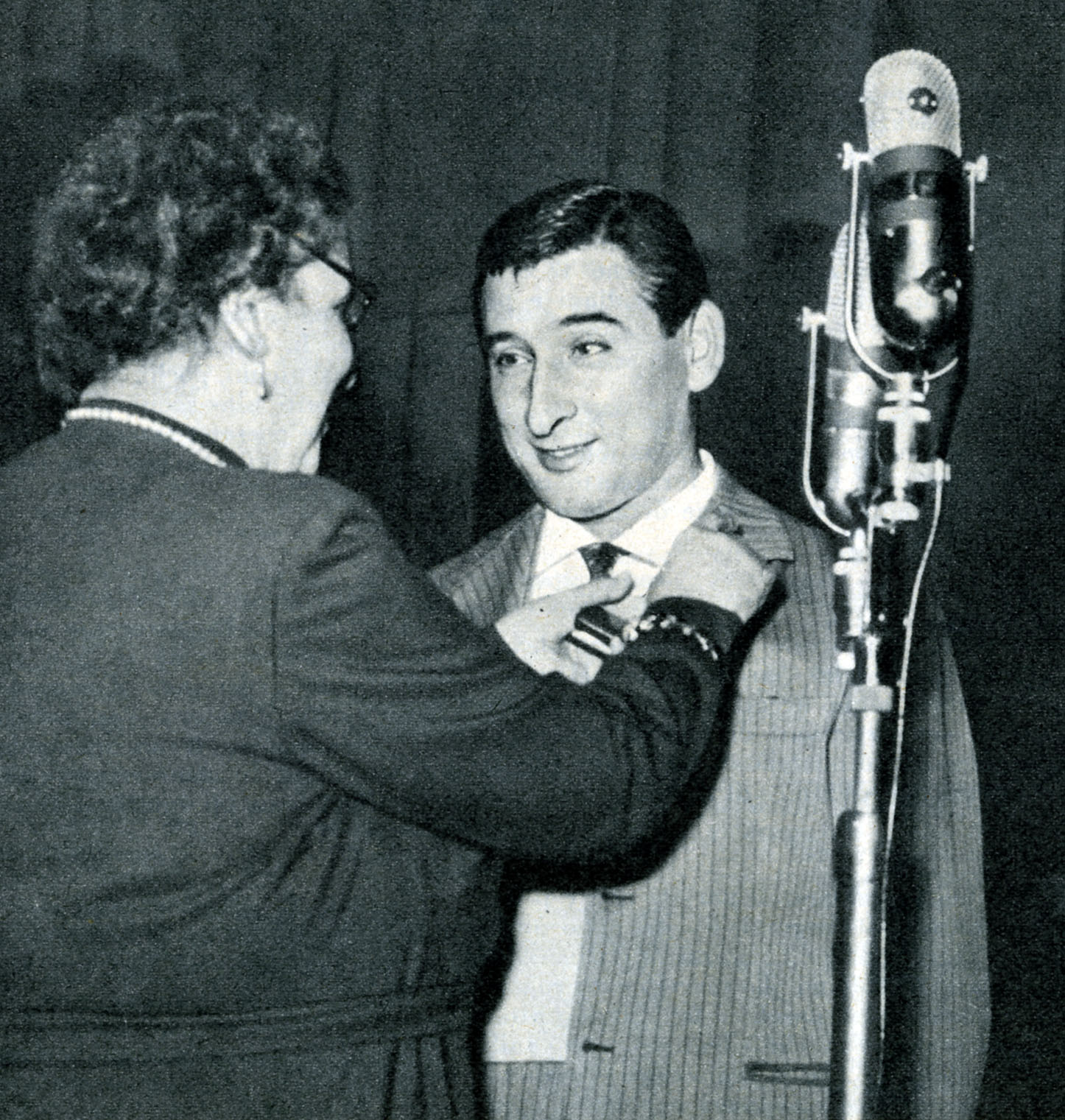
Rascel premiato durante la trasmissione Sorella Radio, Radio Rai 1955

Nel frattempo erano iniziate le trasmissioni televisive in Italia e anche Renato Rascel si affaccia sul piccolo schermo con due trasmissioni. La prima si intitola 'Na voce, 'na chitarra e un po' di Rascel, confidenze musicali in chiave di basso e va in onda il 22 ottobre 1955. L'altra è uno spettacolo musicale vero e proprio, con testi di Guido Leoni e Dino Verde, dal titolo Rascel la nuit, che viene trasmesso il 6 ottobre 1956.
Il 14 dicembre 1958 la prima puntata della sua trasmissione televisiva Stasera a Rascel City, da lui scritta (insieme a Guido Leoni) e interpretata per la regia di Eros Macchi, fa registrare un clamoroso insuccesso. I telespettatori, abituati a programmi con eleganti presentatori e ballerine in costume, rimangono sconcertati nel vedere Rascel e gli altri partecipanti (tra cui Tina De Mola, Mario Carotenuto ed Ernesto Calindri) nelle vesti di barboni con abiti sdruciti e rappezzati che improvvisano uno spettacolo in un viale periferico, e intasano di telefonate di protesta i centralini della Rai. Il giorno seguente i critici televisivi dei maggiori quotidiani stroncano lo spettacolo e il copione delle rimanenti puntate viene rimaneggiato, cercando di correre ai ripari.

### Successo a Sanremo e in teatro
Nel 1960, in coppia con Tony Dallara, partecipa al Festival di Sanremo con la canzone vincitrice Romantica, da lui composta e con il testo firmato da Dino Verde. La sua interpretazione, melodica e molto "sussurrata", è in aperto contrasto con la versione di Dallara, che è uno dei cosiddetti "cantanti urlatori". Ma sarà proprio Dallara a portare al successo Rascel e la sua canzone. La vittoria tuttavia non sarà senza polemiche, in quanto Rascel verrà accusato di aver copiato la musica, dando adito a una causa in tribunale che vedrà Rascel vincitore grazie a una perizia di parte firmata da Igor Stravinski. La canzone parteciperà anche all'Eurovision Song Contest, classificandosi all'ottavo posto. Collabora con un altro grande artista, Alberto Testa, con la canzone Benissimo. Sempre nel 1960 è protagonista del film Il corazziere, basato su una sua vecchia macchietta riproposta nel musical Attanasio cavallo vanesio, film che ebbe un buon successo.
Rascel però il grande successo lo raggiunge in teatro, specialmente in quello che oggi chiamiamo musical. Infatti lo spettacolo Attanasio cavallo vanesio del 1952, scritto con Garinei e Giovannini e con le musiche di Gorni Kramer, è considerato la prima vera commedia musicale italiana, che ha aperto poi la strada ad altri grandi successi ancora oggi in scena. Seguono poi Alvaro piuttosto corsaro nel 1953, Tobia la candida spia nel 1954 e Un paio d'ali nel 1957, tutti firmati da Garinei e Giovannini e interpretati da un formidabile Rascel, sempre con le musiche di Kramer. Nel dicembre 1960 Rascel torna a calcare le tavole del palcoscenico del Teatro Sistina di Roma con la rivista Rascelinaria, nella quale ripropone gli sketch e le macchiette più popolari del suo repertorio. L'anno seguente fa il bis con Enrico '61, ispirata alle celebrazioni del centenario dell'Unità d'Italia, con Gianrico Tedeschi, Gisella Sofio, Renzo Palmer e Gloria Paul. Questa commedia musicale verrà trasmessa in televisione nel 1964. Sempre nel 1961 partecipa al 9º Festival della Canzone Napoletana, dove, in abbinamento a Johnny Dorelli, si esibisce con il brano Nun chiagnere.
Nel 1964 Rascel interpreta, al fianco di Delia Scala, un'altra commedia musicale di Garinei e Giovannini, Il giorno della tartaruga, e anche questa volta il successo è notevole. Dopo una lunga serie di repliche nei teatri delle maggiori città italiane, verrà trasmessa in televisione nel 1966.
Il 1966 vede Rascel tornare al teatro di prosa con La strana coppia di Neil Simon. Suo antagonista in scena è Walter Chiari, con il quale esordisce al Teatro Politeama di Napoli. Nell'autunno del 1968 è di nuovo al Teatro Sistina per interpretare la commedia musicale Venti zecchini d'oro, scritta da Pasquale Festa Campanile, Massimo Franciosa e Luigi Magni e diretta da Franco Zeffirelli. Del cast fanno anche parte Maria Grazia Buccella, Angela Luce e Paola Borboni.

Renato Rascel in Alleluia brava gente, con Gerry Bruno (foto gentilmente fornita da Ettore Bruno)

Se la sua vita professionale è stata piena di soddisfazioni, lo stesso non può sempre dirsi della sua vita personale, intrecciata di alterne vicissitudini. Dopo la fine del suo primo matrimonio con Tina De Mola (1958), si lega alla sua segretaria personale, la francese Huguette Cartier, che sposa a Milano nel 1966, ma che lascia pochi anni dopo per legarsi all'attrice e compagna di lavoro Giuditta Saltarini, dalla quale nascerà nel 1973 il suo unico figlio, Cesare. I due si uniscono in matrimonio nel 1980.
Nel 1969, dopo aver girato il film Il trapianto, Rascel decide di abbandonare definitivamente il cinema e di dedicarsi esclusivamente alla musica e al teatro: l'unica eccezione sarà il ruolo di narratore (oltre che l'interpretazione della sigla) del film d'animazione Un burattino di nome Pinocchio di Giuliano Cenci. Nell'autunno del 1970 prepara una nuova commedia musicale di Garinei e Giovannini, dal titolo Alleluja brava gente, che dovrebbe interpretare insieme a Domenico Modugno, ma quest'ultimo è costretto a rinunciare a causa di un infortunio. Viene quindi scritturato quale co-protagonista l'ancor giovane Gigi Proietti, con il quale Rascel raggiunge un'intesa perfetta, nonostante la differenza d'età e di stile tra i due attori. Con questa commedia musicale Rascel si congeda dal pubblico del Sistina.
Dopo un interessante esperimento televisivo del 1967 alle prese con autori teatrali francesi come Georges Courteline (Les Boulingrin, trasmesso anche dalle emittenti francofone e oggi incredibilmente archiviato in Rai nell'edizione doppiata da attori locali) e Ionesco (Delirio a due, accanto a Fulvia Mammi), gli anni settanta sono ricchi di soddisfazioni professionali e personali. Gira per la Rai una serie di telefilm diretti da Vittorio Cottafavi e intitolata I racconti di padre Brown, tratta dagli omonimi racconti di Gilbert Keith Chesterton, in cui è affiancato da Arnoldo Foà. Nel 1972 conduce con brio la trasmissione televisiva Senza rete, nella quale ritorna anche a esibirsi con alcune nuove canzoni "strampalate" di sua creazione, con titoli quali Il consiglione, Il mondezzaro e Strilla e butta, che verranno poi raccolte in un 33 giri dal titolo D'amore si ride.
Rascel continua a lavorare in teatro sia in rappresentazioni di prosa, mettendo in scena nel 1972 Il prigioniero della seconda strada di Neil Simon e nel 1973 Il capitano di Köpenick di Carl Zuckmayer, sia con spettacoli di intrattenimento, come Nel mio piccolo... non saprei, andato in scena nel 1974, o Farsa d'amore e gelosia, del 1976, che vede lui e Giuditta Saltarini contrapposti ad Arnoldo Foà e Francesca Romana Coluzzi.
Il 1977 vede Rascel in un "cameo" del film televisivo Gesù di Nazareth diretto da Franco Zeffirelli, in cui interpreta il personaggio del cieco nato, mentre nel 1978 conduce sulla Rete 2 il programma pomeridiano Buonasera con... Renato Rascel, in cui alterna alcune delle sue celebri macchiette con conversazioni dal tono astratto e surreale con gli spettatori presenti in studio.

### Giornalismo e narrativa
Renato Rascel si dedica anche al mestiere di giornalista. Inizialmente, durante una sua lunga tournée all'estero, aveva inviato corrispondenze con le sue impressioni di viaggio a un settimanale, che le aveva pubblicate in una rubrica dal significativo titolo Dal nostro invidiato speciale. Si rivela un preciso commentatore sportivo in materia calcistica, soprattutto per quanto riguarda la Roma, squadra per cui fa il tifo dalla giovinezza. Nel 1969 è conduttore del programma radiofonico di sport Tutto da rifare, che va in onda il lunedì, e in cui l'attore commenta spiritosamente gli avvenimenti sportivi del giorno precedente. Per qualche tempo inoltre Rascel ha una sua rubrica fissa sul quotidiano romano Il Tempo. Inoltre viene chiamato da Giorgio Strehler, suo grande estimatore, a tenere un ciclo di lezioni sulla scrittura drammaturgica presso la scuola del Piccolo Teatro di Milano.
Al pubblico giovanile Rascel ha sempre dedicato molta attenzione e negli anni sessanta si cimenta anche come scrittore di favole per bambini. L'editore Mursia pubblicherà tre suoi libri di favole, tra cui Il Piccoletto, che riscuoteranno un discreto successo e verranno anche tradotti in altre lingue.

### Gli ultimi lavori e l'addio alle scene

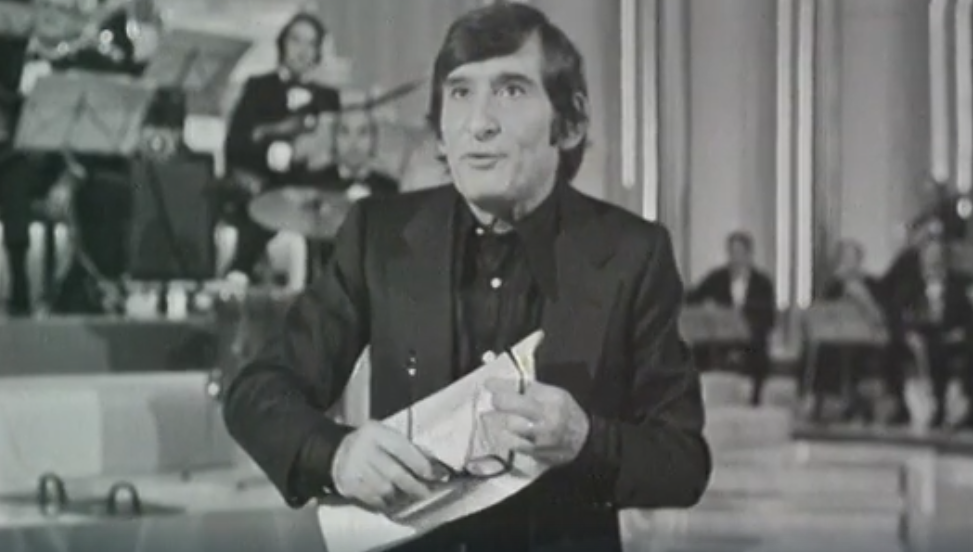
Renato Rascel ospite della terza puntata di Canzonissima 1971

Negli anni ottanta, complice l'avanzare dell'età, Renato Rascel comincia a diradare i suoi impegni. Appare ancora in televisione insieme alla Saltarini con la serie Nemici per la pelle, uno dei primi esempi di "situation comedy" italiana, andata in onda nel 1980, e nel giugno del 1983 conduce il varietà La porta magica, con il quale si congeda dal pubblico televisivo. Continua tuttavia a lavorare in teatro, sia in interpretazioni di testi classici come Casina di Plauto, che nel 1984 va in scena nel teatro romano di Ostia, sia con pezzi di autori moderni, come D'amore si ride di Murray Schisgal, che l'attore interpreta nel 1985, sempre insieme alla fedele Giuditta Saltarini.
Del 1986 è la sua ultima apparizione in teatro, al fianco dell'amico Walter Chiari con il quale interpreta Finale di partita di Samuel Beckett. Proprio in questo anno la televisione gli dedica un programma in 12 puntate sulla sua vita, dal titolo C'era una volta io… Renato Rascel, di Giancarlo Governi, nel quale racconta la sua storia, esibendosi anche in quella che forse è la sua ultima canzone, E cammina, cammina…, realizzata per la sigla di coda.
La sua ultima apparizione pubblica è legata alle iniziative legate al campionato mondiale di calcio dell'estate 1990, svoltosi in Italia, dove Rascel canta alcuni suoi cavalli di battaglia, tra cui Arrivederci Roma.
Muore a Roma, nella clinica Villa Alexia, nella notte tra il 2 e il 3 gennaio 1991, a causa di un'arteriosclerosi irreversibile di cui soffriva da otto mesi. Il funerale è stato celebrato la mattina del 5 gennaio nella Chiesa degli artisti in piazza del Popolo. È sepolto nel cimitero Flaminio.

## Filmografia

Con Lilia Silvi in Napoleone (1951)

- Pazzo d'amore, regia di Giacomo Gentilomo (1942)
- Maracatumba... ma non è una rumba, regia di Edmondo Lozzi (1949)
- Figaro qua, Figaro là, regia di Carlo Ludovico Bragaglia (1950)
- Botta e risposta, regia di Mario Soldati (1950)
- Io sono il Capataz, regia di Giorgio Simonelli (1951)
- Bellezze in bicicletta, regia di Carlo Campogalliani (1951)
- Amor non ho... però... però, regia di Giorgio Bianchi (1951)
- Napoleone, regia di Carlo Borghesio (1951)
- Fiorenzo, il terzo uomo, regia di Stefano Canzio (1951)
- L'eroe sono io, regia di Carlo Ludovico Bragaglia (1952)
- Canzoni di mezzo secolo, regia di Domenico Paolella (1952)
- Ho scelto l'amore, regia di Mario Zampi (1952)
- Il bandolero stanco, regia di Fernando Cerchio (1952)
- Il cappotto, regia di Alberto Lattuada (1952)
- Piovuto dal cielo, regia di Leonardo De Mitri (1953)
- Attanasio cavallo vanesio, regia di Camillo Mastrocinque (1953)
- La passeggiata, regia di Renato Rascel (1953)
- Alvaro piuttosto corsaro, regia di Camillo Mastrocinque (1954)
- Gran Varietà, regia di Domenico Paolella (1954)
- Questi fantasmi, regia di Eduardo De Filippo (1954)
- Rosso e nero, regia di Domenico Paolella (1954)
- Il matrimonio, regia di Antonio Petrucci (1954)
- Io sono la primula rossa, regia di Giorgio Simonelli (1955)
- Carosello del varietà, regia di Aldo Quinti e Aldo Bonaldi (1955)
- I pinguini ci guardano, regia di Guido Leoni (1956)
- Montecarlo, regia di Sam Taylor (1956)
- Rascel-Fifì, regia di Guido Leoni (1957)
- La nonna Sabella, regia di Dino Risi (1957)
- Arrivederci Roma, regia di Roy Rowland (1957)
- Come te movi, te fulmino!, regia di Mario Mattoli (1958)
- Rascel Marine, regia di Guido Leoni (1958)
- Policarpo, ufficiale di scrittura, regia di Mario Soldati (1959)
- Ferdinando Iº re di Napoli, regia di Gianni Franciolini (1959)
- Tempi duri per i vampiri, regia di Steno (1959)
- Un militare e mezzo, regia di Steno (1960)
- Il corazziere, regia di Camillo Mastrocinque (1960)
- Daniele nella gabbia dell'orso (L'Ours), regia di Edmond Séchan (1960)[15]
- Anonima cocottes, regia di Camillo Mastrocinque (1960)
- Gli attendenti, regia di Giorgio Bianchi (1961)
- Mani in alto, regia di Giorgio Bianchi (1961)[16]
- Il giudizio universale, regia di Vittorio De Sica (1961)
- Canzoni di ieri, canzoni di oggi, canzoni di domani, regia di Domenico Paolella (1962)
- Follie d'estate, regia di Carlo Infascelli e Edoardo Anton (1963)
- Il segreto di Santa Vittoria, regia di Stanley Kramer (1969)
- Il trapianto, regia di Steno (1969)
- Un burattino di nome Pinocchio, regia di Giuliano Cenci (1972) - voce narrante
- Gesù di Nazareth, regia di Franco Zeffirelli (1977)

## Teatro

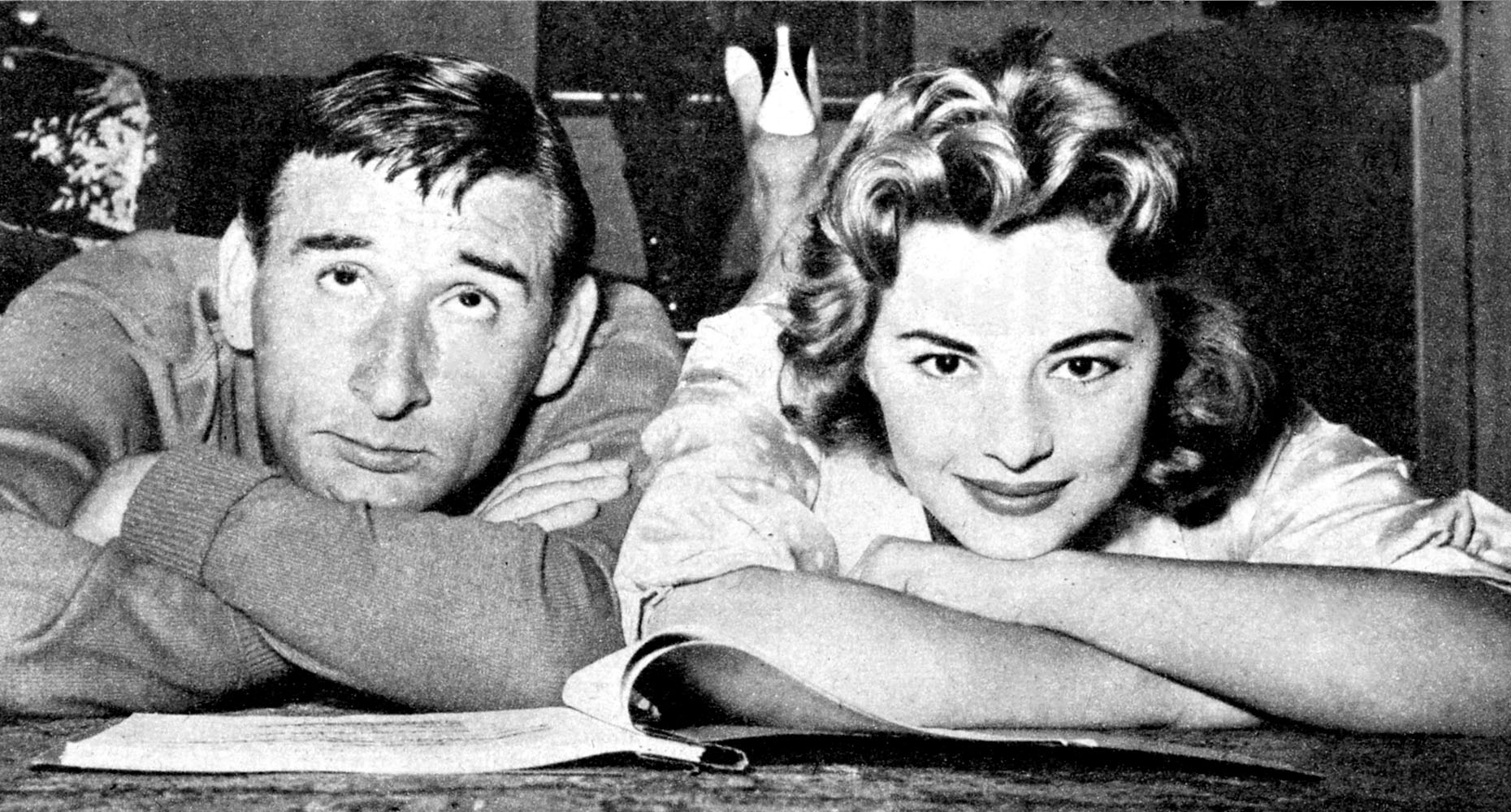
Renato Rascel con Giovanna Ralli nella commedia musicale Un paio d'ali di Garinei e Giovannini (1957)

- Viva fra' Diavolo di Dino Falconi (1945)
- Cominciò con Caino e Abele di Michele Galdieri (1946)
- Soffia so' ai bagni di mare di Mattoli, Garinei e Giovannini (1947)
- Il cielo è tornato sereno di Polacci (1947)
- Aria di Roma di Amendola e Mac (1948)
- Ma non è successo niente di Polacci (1948)
- Sogno di una notte di questa estate di Garinei e Giovannini (1949)
- Perepè perepè questo è il mondo che piace a me di Veltroni, Ferretti, Leoni, Fiorentini (1950)
- E invece... pure di Veltroni, Ferretti, Leoni, Fiorentini (1951)
- 1952: Attanasio cavallo vanesio, regia di Garinei e Giovannini
- 1953: Alvaro piuttosto corsaro, regia di Garinei e Giovannini
- 1954: Tobia la candida spia, regia di Garinei e Giovannini
- 1957: Un paio d'ali, regia di Garinei e Giovannini
- 1960: Rascelinaria, regia di Garinei e Giovannini
- 1961: Enrico '61, regia di Garinei e Giovannini
- 1964: Il giorno della tartaruga regia di Garinei e Giovannini[17]
- 1966: La strana coppia, regia di Garinei e Giovannini
- 1970: Alleluja brava gente, commedia musicale di Renato Rascel, Domenico Modugno e Iaia Fiastri, regia di Garinei e Giovannini
- 1973: Il capitano di Köpenick, di Carpinteri & Faraguna, regia di Sandro Bolchi
- 1979: In bocca all'ufo, commedia musicale di Rascel e Dino Verde

## Televisione

### Varietà Rai
Rascel la nuit, regia di Romolo Siena, trasmesso nel 1956.

### Prosa televisiva Rai
- Delirio a due, regia di Vittorio Cottafavi, trasmessa il 28 ottobre 1967.
- La paura delle botte di George Courteline, regia di Vittorio Cottafavi, trasmesso nel 1967.
- Il viaggio di Astolfo, di Bernardino Zapponi, con Gigi Proietti, regia di Vito Molinari, trasmessa nel 1972.

### Sceneggiato televisivo Rai
- I racconti di padre Brown, sceneggiato in 6 puntate, regia di Vittorio Cottafavi, trasmesse dal 20 Dic. 1970 al 2 Feb. 1971.

### Carosello
Renato Rascel partecipò ad alcune serie di sketch della rubrica pubblicitaria televisiva Carosello:
- nel 1957 con Ferruccio Amendola e Marco Tulli pubblicizzò il detersivo OMO della Lever Gibbs[19];
- nel 1958 pubblicizzò il burro Star;
- dal 1958 al 1961 pubblicizzò il dado Doppio Brodo della Star[20];
- nel 1959 e 1960, insieme a Dorika Villela, pubblicizzò la margarina Foglia d'Oro della Star;
- nel 1965 pubblicizzò le penne a sfera della Bic;
- dal 1972 al 1975 con Lolita pubblicizzò l'aperitivo Very Cora Americano della Cora.

## Discografia
La discografia completa di Renato Rascel è stata studiata e ricostruita da Franco Settimo e Michele Neri, che l'hanno pubblicata nel 2009 su Musica Leggera

### Album
- 1955 - Renato Rascel
- 1955 - Renato Rascel
- 1957 - Renato Rascel
- 1957 - Renato Rascel's Italia
- 1957 - Renato Rascel
- 1958 - Evviva l'allegria
- 1958 - Il pianino dei successi
- 1960 - "Romantica" e altre dieci canzoni di Renato Rascel
- 1961 - Renato Rascel in Rascelinaria
- 1962 - Enrico '61
- 1963 - Welcome to Roma mia
- 1964 - Il giorno della tartaruga
- 1966 - Renatino
- 1971 - Alleluja brava gente
- 1973 - D'amore si ride
- 1975 - Vogliamoci tanto bene
- 1975 - Nel mio piccolo

Raccolte
- 1993 - C'era una volta ... Io
- 2002 - I grandi successi originali

Partecipazioni
- 1960 - Le 20 canzoni di Sanremo 1960

Live
- 1962 - Rascel show

### EP
- 1954 - Canzoni (Odeon, DSEQ 404)
- 1955 - 2º microsolco (Odeon, DSEQ 444)
- 1956 - 3º microsolco (Odeon, DSEQ 474)
- 1956 - 4 messaggi d'amore (Odeon, DSEQ 503)
- 1956 - 4 canzoni per bambini...(e per adulti) (Odeon, DSEQ 504)
- 1956 - Renato Rascel Vol. 6 (Odeon, DSEQ 510)
- 1957 - Nu poco 'e Napole (Odeon, DSEQ 518)
- 1957 - Renato Rascel (Carisch, LCA 29014)
- 1957 - Luna sanremese (Carisch, LCA 29015)
- 1957 - 4 canzoni dal film Rascel-fifi (Carisch, LCA 29017)
- 1957 - Un paio d'ali (Carisch, LCA 29025)
- 1958 - Renato Rascel nel film Rascel Marine (Carisch, LCA 29029)
- 1958 - 4 canzoni di Renato Rascel
- 1960 - Sanremo '60: Romantica/Strignete nu poco a mme/Dimmelo con un fiore/Ammore e sole
- 1960 - Canzoni di Natale: Silent Night/Ninna nanna del cavallino/Ninna nanna piccoletta/Tu scendi dalle stelle
- 1961 - Vent'anni/...e non addio/Dopo l'inverno viene sempre primavera/Com'è bello volersi bene
- 1966 - Bambino beat/Quando la mamma racconta/Bambino Gesù/Facciamo i baffi al sole

### 78 giri
- 1936 - Dica dica dica (Durium, L5031; pubblicato come Rachel)
- 1936 - Chiudo gli occhi e penso a te (Durium, L5038; pubblicato come Rachel)
- 1944 - Cantano i fiori/Pazzo d'amore (Fonit, 12080; lato A cantato da Tina De Mola)
- 1953 - La mia donna si chiama desiderio/Merci beacoup (Odeon, TW 4066)
- 1953 - Attanasio cavallo vanesio/Bentornato Shimmy (Odeon, TW 4067)
- 1953 - Ninna nanna del cavallino/Joys of homme (Odeon, TW 4070)
- 1953 - Ninna nanna der fiume de Roma/La samba di novant'anni fa (Odeon, TW 4075)
- 25 aprile 1953 - In un palco della Scala/Le roi de Chez Maxim (Odeon, TW 4076)
- 1953 - Napoleone/La castagnetas (Odeon, TW 4077)
- 1953 - Gaucho appassionato/Il piccolo corazziere (Odeon, TW 4078)
- 1953 - Gaucho appassionato/La samba di novant'anni fa (Odeon, TW 4130)
- Marzo 1954 - Te voglio bene tanto tanto/Buonanotte al mare (Odeon H 18383)
- Marzo 1954 - Con te, bimba mia/Ladro di stelle (Odeon, H 18384)
- Marzo 1954 - Scritta sopra un albero del Mississippi/Per te... (Odeon, H 18385)
- Marzo 1954 - Alvaro piuttosto corsaro/Dicitincello a sta sorella vosta (Odeon, H 18386)
- Marzo 1954 - Per te per me/Apache (Odeon, H 18387)
- Settembre 1954 - Arrivederci Roma/Musicomania (Odeon, H 18410)
- Settembre 1954 - Embraceable You/Il favoloso Gershwin (Odeon, H 18411)
- Dicembre 1954 - Dove andranno a finire i palloncini...(che sfuggono di mano ai bambini?)/Chicchirichì (Odeon, H 18419)
- 1955 - Vogliamoci tanto bene/'na canzone pe ffa ammore
- 1955 - È arrivata la bufera/Ninna nanna del cavallino
- 1956 - Venticello de Roma/Con un po' di fantasia
- 1956 - Un paio d'ali/L'uomo inutile
- 1957 - Domenica è sempre domenica/Non so dir ti voglio bene
- 1957 - Venticello de Roma/Domenica è sempre domenica
- 1957 - Luna sanremese/Un po' di cielo

### 45 giri
- 1958 - Ninna nanna piccoletta/Ho nel cuore una favola
- 1958 - Il cammelliere/Scozzese
- 1958 - Fior di loto/Lo statale
- 1958 - Je suis l'Apache/Guaglione
- 1958 - Quando spunta il martedì/El toreador
- 1958 - Indù/Detective story
- 1958 - Lampioni di Montmartre/Je suis l'Apache
- 1958 - Avec les anges (angeli in volo)/Accarezzame
- 1958 - Caporal boogie/A sud-ovest delle Hawaii
- 1958 - Com'è bello/Il mondo cambia
- 1958 - Brivido blu/Ladro di stelle
- 1958 - Joe Mitraglia/Poco più di niente
- 1959 - Strignete 'na poco a mme/Donna di cuori
- 1959 - Dracula cha cha/Dimmelo con un fiore
- 1959 - Martinicaffé/Bip, bip, bip
- 1959 - 'na canzone pe' ffa' ammore/Ladro di stelle
- 1960 - Romantica/Dimmelo con un fiore
- 1960 - Ammore e sole/Strignete 'nu poco a mme
- 1960 - Con un po' di fantasia/Com'è bello
- 1960 - Arrivederci Roma/Vogliamoci tanto bene
- 1960 - Welcome to Roma mia/Venticello de Roma
- 1960 - Amare è una favola/Quel primo bacio
- 1960 - Con te/Con un po' di fantasia
- 1961 - Gridando amore/Adda' turna'
- 1961 - Nun chiagnere / Calda estate d'amore
- 1961 - Ninna nanna piccoletta / Ninna nanna del cavallino
- 1961 - La stella di Natale / Tu scendi dalle stelle
- 1961 - ...e non addio / Com'è bello volersi bene
- 1961 - Vent'anni / Dopo l'inverno viene sempre primavera
- 1963 - Sincera / Bimba, bimba mia
- 1963 - Roma nun fa' la stupida stasera / Ciumachella de Trastevere
- 1964 - Magari/Non esitar
- 1964 - T'aspetto a Roma/Tanto tanto bene
- 1964 - Aspettando che spiova/Maria non andar via/L'orchestra di villa Balestra
- 1964 - Napoli fortuna mia/Qua la mano
- 1965 - Dagli una spinta/C'era un leone/Se fossi un marziano
- 1965 - Costa Smeralda/Tintarella fuori porta
- 1967 - Sapessi com'è facile/Scirocco
- 1968 - Il ragazzo d'argilla/Un amore come dico io
- 1969 - Con lo zigozigozzà/Arrivederci Roma
- 1970 - Nevicava a Roma/Pardon
- 1970 - Bambina dagli occhi neri/Renatino e la coscienza
- 1970 - Padre Brown/Io non chiedo di più
- 1971 - Un burattino di nome Pinocchio/Miracolo de Roma
- 1971 - Alleluja brava gente/Fra poco
- 1978 - Sì...buonasera!/Un cuore con la "K"
- 1980 - Nemici per la pelle/Pillole pillole

## Programmi radiofonici RAI
- Inchiesta sulle mogli, varietà con Renato Rascel, orchestra di Armando Fragna, regia di Silvio Gigli, trasmessa il 10 gennaio 1952.
- Avventure del Barone di Munchausen, di Raspe e Burger, regia di Umberto Benedetto, trasmesso a puntate nell'aprile 1952
- Una domanda di matrimonio, commedia di Anton Čechov, regia di Anton Giulio Majano, trasmessa il 29 settembre 1952
- Artemisio bidello al ginnasio, rivista di Faele e Mario Ferretti, regia di Nino Meloni, trasmessa il 19 novembre 1953
- Allegretto, quasi una rivista di Romildo Craveri, con Rascel, Riccardo Billi, Mario Riva, e Mario Siletti, Antonio Battistella, regia di Guglielmo Morandi, trasmessa il 2 gennaio 1955
- Il corriere del piccolo, varietà di Faele condotto da Renato Rascel e Flora Medini, regia di Giulio Scarnicci (1955)
- Scampoli, varietà musicale con Renato Rascel, trasmesso il 28 luglio 1955.
- Il maestrino delle dieci e tre, di Guido Leoni e Dino Verde, regia di Maurizio Jurgens, trasmesso nel maggio 1961.
- Il mio spettacolo, varietà di Francesco Luzi, trasmesso il 20 agosto 1961
- Il vostro amico Rascel, un programma di Gianni Isidori, regia di Enzo Convalli 1967

## Riconoscimenti
- David di Donatello
  - 1959 – Targa d'oro
- Nastro d'argento
  - 1953 – Migliore attore protagonista per Il cappotto

### Altri premi
- Targa nella Strada del Festival di Sanremo in via Matteotti a Sanremo, per il brano Romantica, 2011